# Dominic Purcell
Dominic Purcell (Merseyside, Engleska, 17. veljače 1970.) punim imenom Dominic Haakon Myrtvedt Purcell glumac je irsko-norveškog porijekla, najpoznatiji u američkoj filmskoj produkciji.
Kad je imao samo 3 godine, obitelj mu se iz Engleske preselila u Sydney, Australiju. Tamo je kao mali pohađao dramsku školu a kad je bio veći postao je TV zvijezda prije nego što se preselio u Ameriku. 2000. godine, dobio je na lutriji i s obitelji se preselio u Los Angeles. Naši gledatelji mogli su ga prije par godina vidjeti u američkoj SF seriji "Čovjek bez prošlosti" (John Doe).